# Fabian Kunze
Fabian Kunze (ur. 14 czerwca 1998 w Bielefeld) – niemiecki piłkarz występujący na pozycji pomocnika w niemieckim klubie Arminia Bielefeld.

## Kariera klubowa

### SV Rödinghausen
W 2015 dołączył do akademii SV Rödinghausen. Zadebiutował 31 października 2015 w meczu Fußball-Regionalligi przeciwko 1. FC Köln II (1:1). 1 lipca 2016 został przesunięty do pierwszego zespołu. Pierwszą bramkę zdobył 1 maja 2018 w meczu ligowym przeciwko TuS Erndtebrück (3:0). 31 maja 2018 wystąpił w meczu kwalifikacji do Pucharu Niemiec przeciwko SV Lippstadt 08 (1:3), a jego zespół zapewnił sobie udział w tych rozgrywkach. 25 maja 2019 wystąpił w finale Pucharu Westfalii przeciwko SC Wiedenbrück (2:1) i zdobył trofeum.

### Arminia Bielefeld
1 lipca 2019 podpisał kontrakt z klubem Arminia Bielefeld. Zadebiutował 3 listopada 2019 w meczu 2. Bundesligi przeciwko Holstein Kiel (2:1). W sezonie 2019/20 jego zespół zajął pierwsze miejsce w tabeli i awansował do najwyższej ligi. W Bundeslidze zadebiutował 19 września 2020 w meczu przeciwko Eintrachtowi Frankfurt (1:1).

## Statystyki

### Klubowe
(aktualne na dzień 26 stycznia 2021)
| Klub               | Sezon              | Liga                 | Liga  | Liga   | Puchar kraju | Puchar kraju | Inne  | Inne   | Suma  | Suma   |
| Klub               | Sezon              | Liga                 | Mecze | Bramki | Mecze        | Bramki       | Mecze | Bramki | Mecze | Bramki |
| ------------------ | ------------------ | -------------------- | ----- | ------ | ------------ | ------------ | ----- | ------ | ----- | ------ |
| SV Rödinghausen    | 2015/16            | Fußball-Regionalliga | 8     | 0      | –            | –            | 0     | 0      | 8     | 0      |
| SV Rödinghausen    | 2016/17            | Fußball-Regionalliga | 26    | 0      | –            | –            | 4     | 0      | 30    | 0      |
| SV Rödinghausen    | 2017/18            | Fußball-Regionalliga | 30    | 2      | –            | –            | 2     | 0      | 32    | 2      |
| SV Rödinghausen    | 2018/19            | Fußball-Regionalliga | 28    | 1      | 2            | 0            | 5     | 0      | 35    | 1      |
| SV Rödinghausen    | Ogólnie            | Ogólnie              | 92    | 3      | 2            | 0            | 11    | 0      | 105   | 3      |
| Arminia Bielefeld  | 2019/20            | 2. Bundesliga        | 15    | 0      | 1            | 0            | –     | –      | 16    | 0      |
| Arminia Bielefeld  | 2020/21            | Bundesliga           | 13    | 0      | 0            | 0            | –     | –      | 13    | 0      |
| Arminia Bielefeld  | Ogólnie            | Ogólnie              | 28    | 0      | 1            | 0            | 0     | 0      | 29    | 0      |
| Ogólnie w karierze | Ogólnie w karierze | Ogólnie w karierze   | 120   | 3      | 3            | 0            | 11    | 0      | 134   | 3      |

## Sukcesy

### SV Rödinghausen
- Puchar Westfalii (1×): 2018/2019

### Arminia Bielefeld
- Mistrzostwo 2. Bundesligi (1×): 2019/2020